# Hochtaunuskreis
The Hochtaunuskreis là một huyện (Kreis) ở giữa bang Hessen, Đức. Các huyện giáp ranh là: Lahn-Dill, Wetteraukreis, Frankfurt, Main-Taunus, Rheingau-Taunus, Limburg-Weilburg.
Huyện được lập năm 1972 khi các huyện trước đó Obertaunus và Usingen đã được hợp nhất.
Huyện này nằm ở vùng núi Taunus. Đỉnh cao nhất của Taunus có độ cao 881 m Großer Feldberg. Nơi thấp nhất với độ cao 130m là Ober Erlenbach.

## Thị xã và đô thị
| Thị xã | Đô thị                                                              |
| --- | ------------------------------------------------------------------- |
| 1. Bad Homburg vor der Höhe 2. Friedrichsdorf 3. Königstein im Taunus 4. Kronberg im Taunus 5. Neu-Anspach 6. Oberursel 7. Steinbach (Taunus) 8. Usingen | 1. Glashütten 2. Grävenwiesbach 3. Schmitten 4. Wehrheim 5. Weilrod |